# Judgement (àlbum)
Judgement és el sisè disc del grup de música electrònica VNV Nation. Publicat al mes d'abril de l'any 2007, és (fins a la data) el seu disc més recent. Com el cas dels discos immediatament anteriors, fou publicat al segell discogràfic Metropolis Records.
Seguint la tradició de la resta de la seva discografia, el disc arrenca amb un tema introductori, si bé en aquesta ocasió és el més llarg i té una durada comparable a la de les cançons "convencionals" del disc. VNV Nation donen en aquest treball mostres de les seves influències més industrials, com en The farthest star o en la cançó Nemesis, una de les més agressives del seu repertori, i que connecta amb el so de grups com DAF o Nitzer Ebb. D'altra banda, Testament continua l'orientació cap al synthpop que havien mostrat alguns temes del seu anterior disc, Matter + Form.
Pel que fa als temes més melancòlics, As it fades és una peça instrumental plena d'efectes orquestrals i corals; el tema Illusion és un dels més emotius que han publicat, amb una lletra dedicada a una persona que vol suïcidar-se.
En conjunt, Judgement és el disc on VNV Nation acosten més la seva música als límits del pop.

## Temes
1. Prelude – 4:08
2. The farthest star – 4:53
3. Testament – 6:14
4. Descent – 4:25
5. Momentum – 6:15
6. Nemesis – 4:30
7. Secluded spaces – 5:54
8. Illusion – 4:47
9. Carry you – 6:11
10. As it fades – 4:48

## Dades
- Lletra i música: Ronan Harris.
- Produït per Ronan Harris i André Winter (temes 2-9), i Ronan Harris (temes 1 i 10).
- Mesclat per André Winter, Lutz Rahn, Ronan Harris, Sven Heine.
- Masteritzat per Chris Gehringer a Sterling Sound (Nova York).
- Disseny de portada: Michal Karcz.
- VNV Nation són Ronan Harris i Mark Jackson.

## Instruments
- Sintetitzadors modulars: Modcan System B, Dotcom Orgon, ARP 2600.
- Sintetitzadors: Roland SH-2, Roland TB-303, Dave Smith Polyevolver, Creamwave Noah.
- Ordinadors i programari: Apple Powermac G5, Logic Audio Pro 7.2, Sculpture, EXS24, Spectrasonics Atmosphere, Stylus RMX, Timewarp 2600, TC Powercore Virus, Native Instruments Reaktor 5, Native Instruments Battery 2, MOTU Symphonic Instrument (seqüenciador).